# Акромиально-ключичный сустав
Акромиально-ключичный сустав — соединение между акромионом и ключицей.

## Общие сведения
Образован акромиальным концом ключицы и суставной поверхностью акромиона. Сустав простой, многоосный, плоский. В 30 % случаев у сустава имеется суставной диск (discus articularis), соответственно сустав является комплексным. Суставная капсула прикрепляется по краям суставных поверхностей, сверху она укреплена акромиально-ключичной связкой (lig.acromioclaviculare), натянутой между акромиальным концом ключицы и акромионом лопатки. Внекапсульная мощная клювовидно-ключичная связка (lig.coracoclaviculare), соединяющая нижнюю поверхность акромиального конца ключицы и клювовидный отросток лопатки, содержит 2 части. Первая часть прикрепляется к трапециевидной линии ключицы и называется трапециевидной связкой (lig. trapezoideum). Вторая часть клювовидно-ключичной связки имеет треугольную форму, присоединяется к конусовидному бугорку (коническая связка, lig. conoideum). Эта часть располагается медиальнее, чем трапециевидная связка. Трапециевидная и конические связки сходятся у клювовидного отростка лопатки под углом. В этом суставе возможны незначительные движения относительно 3 осей (амфиартроз).